# Dominik Koll
Dominik Koll (Linz, 24 de diciembre de 1988) es un deportista austríaco que compitió en natación. Ganó una medalla de bronce en el Campeonato Europeo de Natación de 2008, en la prueba de 4 × 200 m libre.

## Palmarés internacional
| Campeonato Europeo | Campeonato Europeo       | Campeonato Europeo | Campeonato Europeo |
| Año                | Lugar                    | Medalla            | Prueba             |
| ------------------ | ------------------------ | ------------------ | ------------------ |
| 2008               | Eindhoven (Países Bajos) | Medalla de bronce  | 4 × 200 m libre    |